# Lugares de la memoria democrática

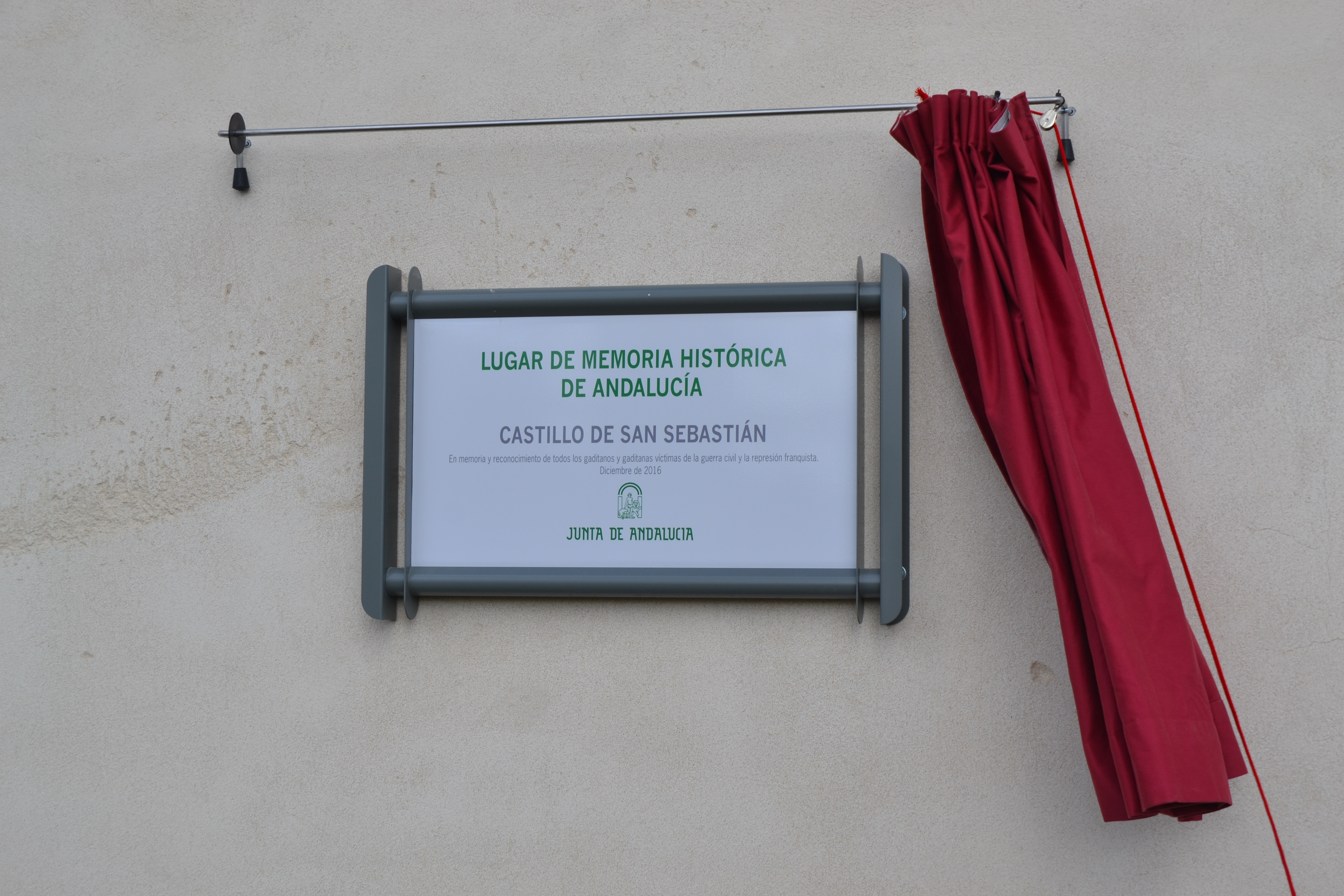
Placa en el Castillo de San Sebastián de Cádiz, Andalucía.

Los lugares de la memoria democrática o lugares de la memoria histórica y democrática, en España, es una categoría atribuida por diferentes entidades gubernamentales a los escenarios de crímenes contra la humanidad, crímenes de guerra y violaciones manifiestas de los derechos humanos llevadas a cabo por la represión franquista en el contexto de la guerra civil y posterior dictadura franquista contra los defensores de la Segunda República Española y sus familias. La atribución de estas categorías supone la resignificación de los lugares, una actividad que antes que los gobiernos ya desempeñaron familiares, activistas y ayuntamientos tanto desde el año 2000 como años antes durante la Transición.

## Antecedentes dentro y fuera de España
Antecedentes directos de políticas de conservación y protección por parte del Estado de los lugares de la memoria los encontramos en España en disposiciones como la Orden de 4 de abril de 1940 "Disponiendo que por los ayuntamientos se adopten medidas que garanticen el respeto de los lugares donde yacen enterradas las víctimas de la revolución marxista", como parte de la propaganda fascista orquestada por el régimen de Francisco Franco.
Internacionalmente se encuentran otros antecedentes como la ley argentina 961/2002 o las medidas dispuestas por otros Gobiernos Europeos respecto de lugares como el campo de exterminio de Auschwitz-Birkenau - promovida en 1979 por las autoridades nacionales su declaración como Patrimonio de la Humanidad por la UNESCO - o la Masacre de las Fosas Ardeatinas en Roma, Italia, igualmente conservado por las autoridades como lugar de la memoria. La Casa de los Esclavos de la Isla de Gorea en Senegal, lugar de tránsito de los esclavos capturados en África hacia Europa o América, promovida en 1978, o el puente de Mostar en el contexto de las Guerras Yugoslavas, promovido en 2005, son otros ejemplos reseñables en el plano internacional.
En el comunicado «Hacia la Protección jurídica por ley de los lugares de la represión franquista como “lugares de la memoria”», la Federación Estatal de Foros por la Memoria reivindicó al gobierno de España la creación de un mapa integrado de los lugares de la memoria de los crímenes contra la humanidad del franquismo en España, su difusión y su incorporación al currículo escolar en todos los niveles de enseñanza como forma de reparación para las víctimas de violaciones manifiestas de los derechos humanos y con la finalidad de preservar la memoria colectiva y evitar tesis negacionistas. Para ello, se apoyó en la Resolución 60/147 de Naciones Unidas (aprobada por la Asamblea General el 16 de diciembre de 2005), los principios de Naciones Unidas de protección de los derechos humanos mediante la lucha contra la impunidad (Comisión de Derechos Humanos de Naciones Unidas, 8 de febrero de 2005) y textos internacionales como los Principios de Chicago sobre Justicia Transicional.

## Legislación
A raíz de la Ley de Memoria Histórica de España, varias comunidades autónomas han legislado sobre el establecimiento de lugares de la memoria.
| Comunidad Autónoma   | Denominación                                               | Denominación                                                    | Denominación                                                                           | Ley |
| Comunidad Autónoma   | Lugar individual                                           | Conjunto de dos o más lugares                                   | Registro de lugares                                                                    | Ley |
| -------------------- | ---------------------------------------------------------- | --------------------------------------------------------------- | -------------------------------------------------------------------------------------- | --- |
| Andalucía            | Lugar de memoria democrática de Andalucía                  | Sendero de memoria democrática de Andalucía                     | Inventario de lugares de memoria democrática de Andalucía                              | Arts. 21-23 de la Ley 2/2017, de 28 de marzo, de Memoria Histórica y Democrática de Andalucía                                  |
| Aragón               | Lugar de memoria democrática de Aragón                     | Ruta de memoria democrática de Aragón                           | Inventario de lugares y rutas de memoria democrática de Aragón                         | Arts. 20-22 de la Ley 14/2018, de 8 de noviembre, de memoria democrática de Aragón                                             |
| Asturias             | Lugar de la memoria democrática de Asturias                | Ruta de memoria democrática de Asturias                         | Catálogo de los lugares de la memoria democrática de Asturias                          | Arts. 28, 29 y 36 de la Ley 1/2019, de 1 de marzo, para la recuperación de la memoria democrática en el Principado de Asturias |
| Cantabria            | Lugar de memoria histórica y democrática de Cantabria      | Senda de memoria histórica y democrática de Cantabria           | Inventario de lugares y sendas de memoria histórica y democrática de Cantabria         | Arts. 18-20 de la Ley 8/2021, de 17 de noviembre, de Memoria Histórica y Democrática de Cantabria                              |
| Extremadura          | Lugar de memoria histórica y democrática de Extremadura    | –                                                               | Inventario de lugares de memoria histórica y democrática de Extremadura                | Arts. 28 y 29 de la Ley 1/2019, de 21 de enero, de memoria histórica y democrática de Extremadura                              |
| Navarra              | Lugar de la memoria histórica de Navarra                   | –                                                               | Registro de lugares de la memoria histórica de Navarra                                 | Arts. 2 y 6 de la Ley Foral 29/2018, de 26 de diciembre, de Lugares de la Memoria Histórica de Navarra                         |
| Comunidad Valenciana | Lugar de la memoria democrática de la Comunitat Valenciana | Itinerario de la memoria democrática de la Comunitat Valenciana | Catálogo de lugares e itinerarios de la memoria democrática de la Comunitat Valenciana | Arts. 20 y 31 de la Ley 14/2017, de 10 de noviembre, de memoria democrática y para la convivencia de la Comunitat Valenciana   |

En 2021 se creó la Conferencia Sectorial de Memoria Democrática, un órgano para la cooperación entre las administraciones nacional y de las comunidades autonómicas en lo relativo a las políticas de memoria histórica. La I Conferencia Sectorial de Memoria Democrática estableció los criterios de reparto de una partida de 3 millones de euros prevista en los Presupuestos Generales del Estado, de la que 2 millones de euros se destinaron a la localización, exhumación e identificación de personas desaparecidas durante la guerra civil y la dictadura franquista y 1 millón de euros se destinó a actividades de divulgación de los trabajos efectuados, dignificación de los lugares de enterramiento y promoción de los lugares de la memoria asociados a los mismos.

## Tipología de los lugares de la memoria de la represión franquista
La categoría de "lugares de la memoria de la represión franquista" incluye al menos:
- Los lugares de fusilamiento de los condenados a muerte por los Consejos de Guerra.
- Los lugares de fusilamiento u otras formas de asesinato, en sus distintas formas, de los desaparecidos del franquismo, fosas comunes clandestinas, simas naturales, etc.
- Los centros de detención ilegal de adultos, madres y niños.
- Los campos de concentración franquistas, en sus distintas modalidades.
- Los presidios del franquismo.
- Los lugares y obras escenario de los trabajo forzados o caso de los esclavos de Franco.
- Los lugares de la tortura, antiguas dependencias policiales y de otra índole.
- Los lugares escenario de crímenes internacionales de guerra en Contravención del Derecho de Ginebra y de la Haya perpetrados contra la población civil, bombardeos masivos, etc.
- Lugares de homenaje a las víctimas tales como parques, plazas, monumentos y otros espacios creados con posterioridad a los propios crímenes del franquismo por distintas autoridades o por los propios familiares de forma espontánea, en su mayor parte tras el fin de la dictadura.

## Listado integrado de los lugares de la memoria en España por Comunidades Autónomas

### Andalucía[19]
| Provincia      | Municipio                                                   | Lugar de la memoria                                                                 |  |
| -------------- | ----------------------------------------------------------- | ----------------------------------------------------------------------------------- |  |
| Huelva         | Almonte                                                     | Fosa común del cementerio viejo de Almonte                                          |  |
| Huelva         | Huelva                                                      | Muros del Parque Moret                                                              |  |
| Huelva         | Huelva                                                      | Antigua Prisión Provincial de Huelva                                                |  |
| Huelva         | La Palma del Condado                                        | Fosa común de La Palma del Condado                                                  |  |
| Huelva         | Nerva                                                       | Fosa común del cementerio de Nerva                                                  |  |
| Huelva         | Punta Umbría                                                | Isla de Saltés                                                                      |  |
| Huelva         | Zalamea la Real                                             | Antigua aldea del Membrillo Bajo                                                    |  |
| Sevilla        | Camas                                                       | La Pañoleta                                                                         |  |
| Sevilla        | Coria del Río                                               | Casa de Blas Infante                                                                |  |
| Sevilla        | Dos Hermanas                                                | Canal de los Presos                                                                 |  |
| Sevilla        | Fuentes de Andalucía                                        | Finca El Aguaucho, Parque Luchadores por la Libertad                                |  |
| Sevilla        | La Puebla de Cazalla                                        | Fosa común del cementerio de La Puebla de Cazalla                                   |  |
| Sevilla        | Sevilla                                                     | Antigua Comisaría de Investigación y Vigilancia de la Calle de Jesús del Gran Poder |  |
| Sevilla        | Sevilla                                                     | Antigua Cárcel de Ranilla                                                           |  |
| Sevilla        | Sevilla                                                     | Lugar de fusilamiento de Blas Infante                                               |  |
| Córdoba        | Córdoba                                                     | Muros de la Memoria en los cementerios de La Salud y San Rafael                     |  |
| Córdoba        | Montoro                                                     | Ruta guerrillera de los Juiles                                                      |  |
| Córdoba        | Santaella                                                   | Fosa común del cementerio de La Guijarrosa                                          |  |
| Córdoba        | Santaella                                                   | Fosa común del cementerio de Santaella                                              |  |
| Córdoba        | Valsequillo                                                 | Zona de la batalla de Valsequillo                                                   |  |
| Córdoba        | Villaviciosa de Córdoba                                     | Ruta del Barranco de la Huesa                                                       |  |
| Jaén           | Andújar                                                     | Fosas comunes del cementerio de Andújar                                             |  |
| Jaén           | Jaén                                                        | Refugios antiaéreos de Jaén                                                         |  |
| Jaén           | Jaén                                                        | Viejo cementerio de san Eufrasio                                                    |  |
| Jaén           | Linares                                                     | Fosa común del cementerio de Linares                                                |  |
| Jaén           | Lopera                                                      | Vestigios de la batalla de Lopera                                                   |  |
| Jaén           | Martos                                                      | Fosas comunes del cementerio de Martos                                              |  |
| Jaén           | Úbeda                                                       | Fosa común del cementerio de Úbeda                                                  |  |
| Almería        | Almería                                                     | Antigua Cárcel Modelo del Ingenio                                                   |  |
| Almería        | Almería                                                     | Monumento a las víctimas del campo de concentración de Mauthausen                   |  |
| Almería        | Almería                                                     | Refugios antiaéreos de Almería                                                      |  |
| Almería        | Almería                                                     | Monumento a los Mártires de la Libertad                                             |  |
| Granada        | Varios municipios                                           | Cerco de Granada y sus estructuras defensivas                                       |  |
| Granada        | Alfacar y Víznar                                            | Carretera de Víznar a Alfacar                                                       |  |
| Granada        | Granada                                                     | Puerta de la antigua Prisión Provincial de Granada                                  |  |
| Granada        | Granada                                                     | Tapias del cementerio de Granada                                                    |  |
| Granada        | Órgiva                                                      | Barranco del Carrizal                                                               |  |
| Granada        | Salobreña                                                   | Carretera Málaga-Almería en la desembocadura del río Guadalfeo                      |  |
| Málaga         | Varios municipios                                           | Carretera Málaga-Almería                                                            |  |
| Málaga         | Antequera                                                   | Fosa común del cementerio de Villanueva de Cauche                                   |  |
| Málaga         | Istán                                                       | Fosa común de Istán                                                                 |  |
| Málaga         | Málaga                                                      | Antigua cárcel de mujeres de Málaga                                                 |  |
| Málaga         | Málaga                                                      | Antigua Prisión Provincial de Málaga                                                |  |
| Málaga         | Málaga                                                      | Fosa del cementerio de San Rafael                                                   |  |
| Málaga         | Málaga                                                      | Lugar de asesinato de Manuel José García Caparrós                                   |  |
| Málaga         | Ronda                                                       | Fosa del cementerio de San Lorenzo                                                  |  |
| Málaga         | Teba                                                        | Fosa común del cementerio de Teba                                                   |  |
| Málaga y Cádiz | Cortes de la Frontera (Málaga) Jerez de la Frontera (Cádiz) | Valle de La Sauceda                                                                 |  |
| Cádiz          | Cádiz                                                       | Castillo de San Sebastián                                                           |  |
| Cádiz          | Cádiz                                                       | Muros de Puerta de Tierra                                                           |  |
| Cádiz          | El Puerto de Santa María                                    | Antiguo penal de El Puerto de Santa María                                           |  |
| Cádiz          | Grazalema                                                   | Fosa de las Mujeres de Grazalema                                                    |  |
| Cádiz          | Jerez de la Frontera                                        |                                                                                     |  |
| Cádiz          | Jimena de la Frontera                                       | Fosa común del Cortijo de El Marrufo                                                |  |

### Aragón
- Zaragoza: Pueblo Viejo de Belchite (tipología: escenario de crímenes de guerra contra la población civil, ver Batalla de Belchite) - Cementerio de Torrero

### Asturias
- Fosa de San Miguel de la Barreda

### Baleares
- Mallorca
  - Cementerio Municipal de Palma de Mallorca. Aunque la cifra está por contrastar, se calcula que fueron asesinadas 400 personas.
  - Son Coletes de Manacor. Las últimas cifras hablan de unas 700 personas, después de ser asesinadas, sus cuerpos eran quemados públicamente, algunos todavía con vida. En 2020 un equipo conformado por técnicos de ATICS y Aranzadi iniciaron excavaciones que sacaron a la luz los restos de 77 víctimas de la Guerra Civil.[21]
  - Monasterio de la Santa Cruz de Porreras y fosa del cementerio de Porreras. Asesinadas aproximadamente 200 personas procedentes de las "sacas" de las prisiones de Palma.
  - El Bosc de la Memòria, único lugar de memoria y homenaje en Mallorca a las víctimas de franquismo y que ha sufrido repetidos ataques vandálicos como la poda de árboles, robo de placas y pintadas con insultos a las víctimas y a sus familias
  - Fortí de Illetas en Calvià
  - Camp de Concentració de Formentera,
  - Castillo de Bellver (tipología: lugar habilitado como presidio)
  - Prisión Estaciones, "Can Mir" también llamada la "prisión de los desaparecidos" (tipología:lugar habilitado como presidio, lugar de desaparición forzada de personas, a las familias se les comunicaba que se había procedido a la puesta en libertad y nunca más se sabía de los "liberados"). Actualmente Sala de cine Augusta también conocida por sala "Angustias" por las víctimas tras el sufrimiento vivido.

### Cataluña
- El pueblo de Corbera de Ebro, (tipología: escenario de crímenes de guerra contra la población civil).

### Comunidad Valenciana
- Paterna, cementerio de la ciudad.
- Campo de concentración de Albatera
- Campo de concentración de Los Almendros
- Camp de concentració de Portaceli

### Euskadi
- Guernica: Árbol y Casa de Juntas (tipología: escenario de crímenes de guerra contra la población civil, ver Bombardeo de Guernica)

### Extremadura
- Alburquerque, San Vicente de Alcántara y Villar del Rey:
  - Mina de Valdihuelo[22]>,(tipología: lugar de desapariciones forzadas)

- Badajoz: 
  - Plaza de Toros de Badajoz y tapias del Cementerio de San Juan también conocido como Muro de Badajoz (tipología: ambos lugar de fusilamientos y crímenes de guerra contra la población civil, ver Masacre de Badajoz)

- Castuera y Benquerencia de la Serena:
  - Campo de concentración de Castuera,[23] declarado de interés cultural por la Junta de Extremadura,[24] (tipología: campo de concentración y lugar de desapariciones forzadas)

- Mérida:
  - Tapia del Cementerio[25] (tipología: lugar de desapariciones forzadas)
  - Jardín Botánico de Mérida[26] (tipología: lugar de desapariciones forzadas)

### Galicia
- Pontevedra: Cerdedo (Terra de Montes):
  - O Campo das Laudas (Tipología: lugar de homenaje). En memoria de las víctimas de la represión franquista en Cerdedo.

### Madrid
- Valle de los Caídos
- Tapia del Cementerio del Este, Cementerio de la Almudena (Tipología: lugar de fusilamientos, lugares de homenaje)
- Cárcel de Yeserías, Cárcel de Porlier, Cárcel de Torrijos, Cárcel de Comendadoras, Cárcel de Carabanchel (tipología: presidios del franquismo)

### Murcia
Embalse del Cenajo

### Navarra
- Sartaguda: Parque de la Memoria de Sartaguda (Tipología: lugares de homenaje)